# Dobrá Voda u Pacova
Dobrá Voda u Pacova é uma comuna checa localizada na região de Vysočina, distrito de Pelhřimov.